# Кариус (Бразилия)
Кариус (порт. Cariús)  —  муниципалитет в Бразилии, входит в штат Сеара. Составная часть мезорегиона Юго-центральная часть штата Сеара. Входит в экономико-статистический  микрорегион Варзеа-Алегри. Население составляет 19 089 человек на 2006 год. Занимает площадь 1 061,825 км². Плотность населения — 18,0 чел./км².

## Статистика
- Валовой внутренний продукт на 2003 составляет 30.134.165,00 реалов (данные: Бразильский институт географии и статистики).
- Валовой внутренний продукт на душу населения на 2003 составляет 1.603,48 реалов (данные: Бразильский институт географии и статистики).
- Индекс развития человеческого потенциала на 2000 составляет 0,630 (данные: Программа развития ООН).